# Battaglia delle Sept-Îles
La battaglia delle Sept-Îles si svolse nella notte tra il 22 e il 23 ottobre 1943 nelle acque antistanti l'arcipelago francese delle Sept-Îles, lungo la costa settentrionale della Bretagna, nell'ambito dei più ampi eventi della battaglia dell'Atlantico della seconda guerra mondiale: una squadra navale della Royal Navy britannica, diretta a intercettare un violatore di blocco tedesco, fu attaccata da una formazione di torpediniere della Kriegsmarine le quali silurarono e affondarono l'incrociatore leggero HMS Charybdis e un cacciatorpediniere, con la morte di 468 marinai britannici.
La battaglia viene ricordata come l'ultima sconfitta riportata in uno scontro di superficie da parte della Royal Navy nel corso della guerra.

## Antefatti
Fin dall'inizio delle ostilità il Regno Unito impose uno stringente blocco navale ai danni della Germania, obbligando i tedeschi a ricorrere ad appositi violatori di blocco nel tentativo di garantirsi rifornimenti di materie prime indispensabili per la loro macchina bellica: il traffico tedesco si sviluppava tra il golfo di Biscaglia e la zona meridionale del canale de La Manica, sfruttando le ore notturne per sfuggire alla sorveglianza britannica. I comandi britannici di Plymouth e Portsmouth intrapresero vari tentativi per ostacolare tale traffico, ma disponevano di poche risorse: il Royal Air Force Coastal Command poteva distrarre solo pochi velivoli dalla caccia ai sommergibili tedeschi in Atlantico, mentre le principali unità navali assegnate ai due comandi erano i piccoli cacciatorpediniere di scorta della classe Hunt, impegnati frequentemente per la protezione del traffico costiero britannico e quindi poco addestrati ed equipaggiati per operazioni d'attacco.
Verso la fine del 1943 il comando di Plymouth ricevette il rinforzo di un incrociatore e di alcuni cacciatorpediniere di squadra con cui condurre una serie di sortite contro il traffico costiero tedesco lungo la rotta Brest-Cherbourg, denominate "operazione Tunnel"; dopo varie uscite a vuoto, un primo contatto si ebbe la notte del 4 ottobre 1943 quando due cacciatorpediniere e tre Hunt britannici si scontrarono con una flottiglia di quattro torpediniere tedesche senza che nessuna delle due parti riportasse delle perdite. Il 9 ottobre seguente il violatore di blocco tedesco Münsterland arrivò a Brest con a bordo un importante carico di lattice e metalli strategici; una forza navale fu subito assemblata per scortare il mercantile fino a Cherbourg, ma la partenza fu rimandata in attesa del primo novilunio disponibile: le fonti di intelligence e la ricognizione aerea britannica furono così in grado di localizzare e segnalare la presenza del violatore di blocco tedesco.
Il responsabile del comando di Plymouth, vice ammiraglio Ralph Leatham, ordinò quindi che una forza navale britannica salpasse alla volta delle coste della Bretagna nel tentativo di intercettare il violatore di blocco con la sua scorta: dell'azione fu incaricato il capitano George Voelcker con ai suoi ordini l'incrociatore leggero HMS Charybdis, i cacciatorpediniere di squadra Grenville e Rocket e gli Hunt Limbourne, Wensleydale, Talybont e Stevenstone.

## La battaglia

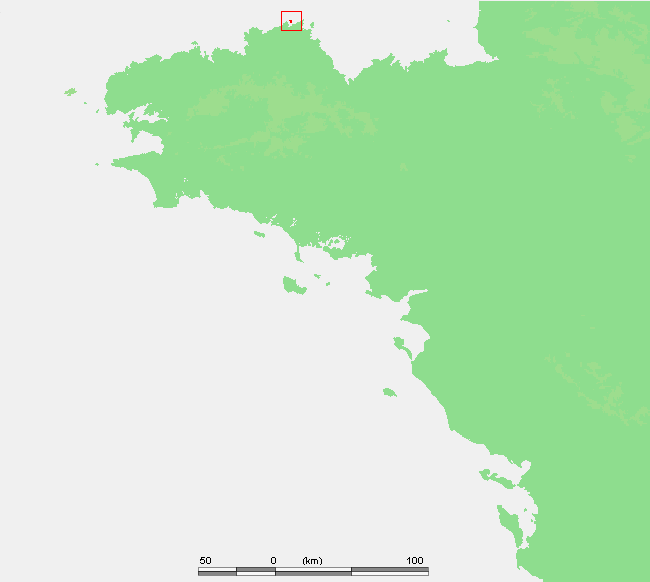
La posizione dell'arcipelago delle Sept-Îles lungo la costa della Bretagna

La formazione di Voelcker lasciò Plymouth alle 19:00 del 22 ottobre, dirigendo verso sud in linea di fila con il Charybdis ad aprire la formazione seguito dai cacciatorpediniere; la Münsterland aveva nel frattempo lasciato Brest con la scorta di sei dragamine e due navi pattuglia, venendo poi raggiunta da cinque torpediniere classe 1939 (T-22, T-23, T-25, T-26 e T-27) della 4ª Flottiglia al comando del capitano di fregata (Fregattenkapitän) Franz Kohlauf. La visibilità era pessima in direzione ovest, con nubi basse e cariche di pioggia, ma verso est il cielo era più pulito e la visuale migliore
Poco dopo la mezzanotte la forza britannica iniziò una ricerca radar delle navi nemiche a circa sette miglia dalle coste bretoni, procedendo alla velocità di tredici nodi; al tempo stesso, tuttavia, la formazione britannica fu rilevata dai radar tedeschi dislocati sulla costa francese: alla Münsterland fu ordinato di dirigere sul porto di Saint-Malo mentre le cinque torpediniere di Kohlauf muovevano all'attacco dei britannici. Intorno all'1:30 i cacciatorpediniere Limbourne e Talybont rilevarono uno scambio di trasmissioni radio tedesche, stimando la presenza in zona di cinque unità probabilmente torpediniere o cacciatorpediniere; contemporaneamente il radar del Charybdis otteneva un contatto su navi nemiche rilevate alla distanza di 12 chilometri sulla destra, in rapido avvicinamento. Per ragioni mai chiarite, le unità britanniche non si scambiarono le informazioni in loro possesso: il Charybdis aveva localizzato una forza nemica ma non ne conosceva la consistenza o tipologia, mentre i cacciatorpediniere avevano un'idea della composizione della formazione tedesca ma erano all'oscuro della loro dislocazione.

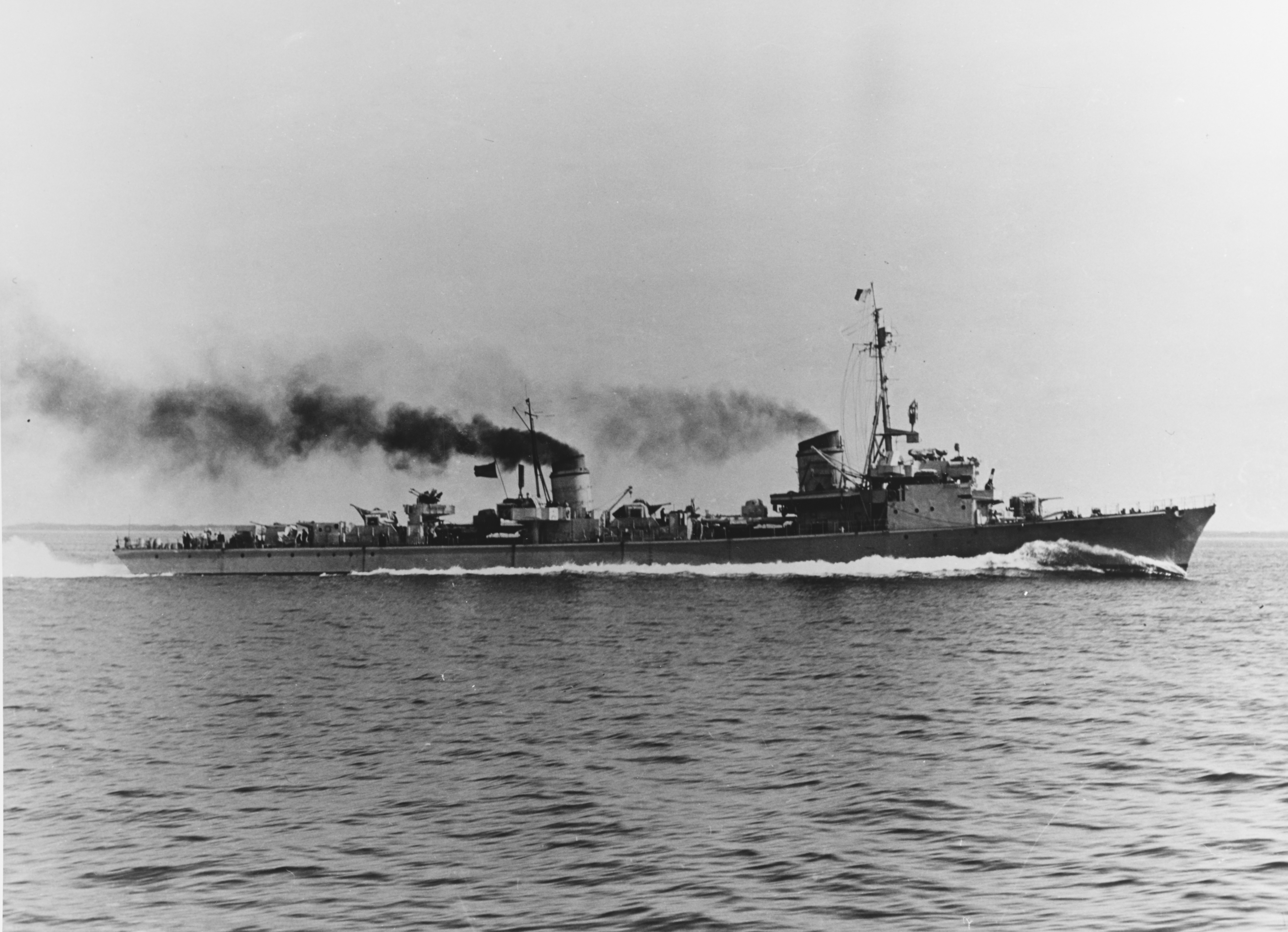
Una torpediniera tedesca della classe 1939

All'1:35 l'incrociatore segnalò un contatto con il nemico e sette minuti dopo Voelcker ordinò alla formazione di piegare sulla destra e di aumentare la velocità a 18 nodi; quest'ultimo ordine fu ricevuto dal solo Stevenstone, e il Charybdis iniziò a distanziare il resto della squadra. Le nuvole basse proteggevano la formazione tedesca proveniente da ovest, mentre la sagoma dell'incrociatore stagliava perfettamente sull'orizzonte debolmente illuminato a est; all'1:45 il Charybdis iniziò a sparare dei razzi illuminanti e, al contempo, il capitano Kohlauf ordinò di lanciare una salva di siluri contro l'unità britannica improvvisamente comparsa davanti alle navi tedesche: il capitano Voelcker tentò una virata, ma il Charybdis fu subito colpito sul lato di babordo da due siluri della torpediniera T-23. Per circa sei minuti le navi tedesche sfilarono davanti alla formazione britannica: i cacciatorpediniere Grenville e Wensleydale furono mancati di poco da una nuova salva di siluri e alle 01:52 il Limbourne fu centrato da un siluro della torpediniera T-22; poco dopo una violenta burrasca si scatenò sulla zona dello scontro, facendo calare le visibilità e portando alla fine della battaglia.

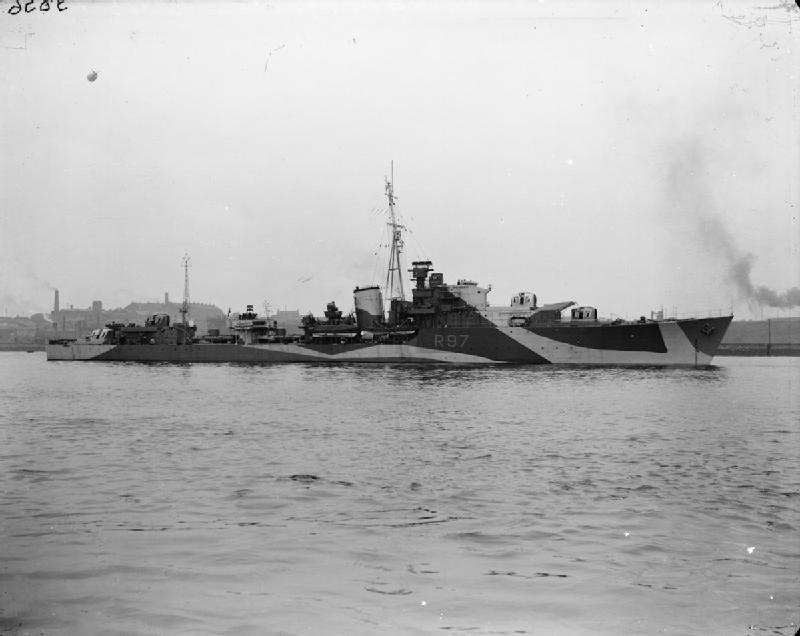
Il cacciatorpediniere

La formazione britannica era in pieno caos: il vice di Voelcker era il comandante del Limbourne capitano di fregata (commander) W.J. Phipps, ma visto che anche questi era alle prese con l'affondamento della sua unità la guida della formazione passò al terzo ufficiale in ordine di anzianità, il comandante del Grenville, capitano di corvetta (lieutenant commander) R.P. Hill; Hill tuttavia ritenne inizialmente che l'unità colpita fosse il Rocket e per quindici minuti rimase in attesa di istruzioni da Phipps manovrando per evitare collisioni con le altre navi, prima di prendere finalmente il comando e raggruppare la formazione più a nord del luogo dello scontro. Il Charybdis nel frattempo era in rapido affondamento: i due siluri avevano aperto ampie falle nello scafo e inondato la sala macchine, interrompendo l'erogazione di energia elettrica e facendo sbandare la nave di più di 50°; al primo ufficiale, commander Oddie, inviato a constatare i danni, non restò altro da fare che ordinare l'abbandono della nave, la quale scomparve sott'acqua intorno alle 02:30. Il Limbourne, a circa un miglio più a nord-est dell'incrociatore, aveva imbarcato una grossa quantità d'acqua ma la paratia della sala macchine aveva resistito e nonostante il forte sbandamento l'unità aveva rimesso in funzione i motori.
La notizia che il Limbourne era ancora a galla raggiunse Hill sul Grenville intorno alle 03:15, e il resto della formazione ritornò sul luogo dello scontro per soccorrere i superstiti: 107 naufraghi del Charybdis furono recuperati dal mare (alcuni superstiti raggiunsero le coste bretoni dove furono fatti prigionieri dai tedeschi), mentre il Talybont prese a bordo i 100 sopravvissuti dal Limbourne. Due tentativi del Talybont di prendere a rimorchio il cacciatorpediniere danneggiato fallirono a causa del mare mosso, e infine Hill diede ordine di affondare l'unità: dopo essere stato silurato prima dal Talybont e poi cannoneggiato dal Rocket, il Limbourne affondò infine intorno alle 06:40. Il resto della forza rientrò a Plymouth intorno alle 10:00 di quello stesso 23 ottobre.

## Conseguenze
Le vittime riportate dai britannici nello scontro ammontarono a 468 morti: 426 sul Charybdis, tra cui il comandante capitano Voelcker, e 42 sul Limbourne. I corpi di 19 marinai britannici, recuperati sull'isola di Guernsey, furono seppelliti con tutti gli onori militari dagli occupanti tedeschi e, in una dimostrazione di lealtà al Regno Unito, alla cerimonia parteciparono le autorità civili e religiose dell'isola oltre a circa 4 000 abitanti, un fatto che impressionò gli stessi tedeschi; a partire dal 1948 una cerimonia in suffragio delle vittime fu poi tenuta ogni anno a Guernsey. Altri 29 corpi furono recuperati sull'isola Jersey e seppelliti senza una cerimonia pubblica, mentre altri 40 corpi furono deposti nel cimitero di Saint-Brieuc e altri 102 in quello di Saint-Malo. I relitti del Charybdis e del Limbourne furono poi esplorati da un team di sommozzatori britannici nel 1990 e poi ancora nel 2001.
Il capitano di fregata Franz Kohlauf ricevette per la sua azione la Croce di Cavaliere della Croce di Ferro, massima onorificenza della Germania nazista, mentre il comandante della torpediniera T-23 capitano di corvetta Friedrich-Karl Paul, autore del siluramento del Charybdis, fu insignito dell'Ordine militare della Croce Tedesca.